# Thomas S. Ray
Pour les articles homonymes, voir Ray.
Thomas S. Ray (connu aussi sous le diminutif Tom Ray), né en 1954, est un écologue qui a créé et développé le projet Tierra, une simulation informatique de la vie artificielle.
En 1975, lui et Donald R. Strong furent les premiers à proposer une théorie du skototropisme dans un article du journal Science (190: 804-806), travail qu'il a ensuite approfondi dans son mémoire de fin d'études à l'université de Floride. Ce mémoire a lui-même été approfondi dans sa thèse de doctorat effectuée à l'université Harvard.
Il est actuellement professeur de zoologie et professeur adjoint d'informatique à l'université de l'Oklahoma.

## Divers
Son travail original est une source d'inspiration pour certains auteurs de science-fiction. En particulier, Dan Simmons lui fait référence explicitement dans son cycle de romans Les Cantos d'Hypérion. Il le cite aussi dans L'Éveil d'Endymion sous le nom de Tom Ray.